# Positiverklärung
Unter Positiverklärung wird im Kreditwesen die in einem Kreditvertrag durch den Kreditnehmer abzugebende Verpflichtung verstanden, einem Kreditinstitut bestimmte Kreditsicherheiten zur Verfügung zu stellen, wenn die hierzu im Kreditvertrag beschriebenen Voraussetzungen oder Ereignisse eingetreten sind. Die Positiverklärung gehört zu den Covenants. 

## Allgemeines
Positiv- und Negativerklärung haben gemeinsam, dass der Schuldner über freies, unbelastetes Vermögen verfügt und der Gläubiger bei Blankokrediten auf den Fortbestand dieser Vermögenssituation vertraut. Während Negativerklärungen insbesondere darauf abzielen, dass der Schuldner künftig bestimmte Handlungen zu unterlassen hat, die etwa sein Vermögen schmälern, verpflichten sich Kreditnehmer bei Positiverklärungen zur Vornahme einer konkret bezeichneten Rechtshandlung, etwa der Bestellung von Kreditsicherheiten. Beide sind keine Kreditsicherheiten, da dem Gläubiger der Zugriff auf Vermögen oder haftende Dritte verwehrt ist. Der Übergang von Negativ- zu Positiverklärung ist fließend, sodass die Positivklausel durchaus auch Bestandteil einer Negativklausel sein kann.
Die Positiverklärung gehört, anders als die Negativerklärung, nicht zu den Kernbestandteilen der von der LMA entwickelten Muster für (internationale) Kreditverträge.

## Positiverklärung bei Financial covenants
Unbesicherte Kredite werden insbesondere im Hinblick auf das unbelastete Vermögen des Kreditnehmers und dessen Bonität gewährt. Damit dieser Status quo auch während der Kreditlaufzeit erhalten bleibt, werden als Covenants zwei Instrumente eingesetzt. Einerseits stellt die Negativerklärung sicher, dass spätere Gläubiger den gleichen Rang erhalten und dass dem Kreditnehmer ein absolutes Besicherungsverbot für künftige Schulden ausgesprochen wird. Andererseits verpflichtet sich der Kreditnehmer in der Positivklausel, bei Verschlechterung seiner Bonität der Bank bestimmte Kreditsicherheiten aus seinem Vermögen zur Verfügung zu stellen. 
Um Bonitätsschwankungen messbar zu machen und zu objektivieren, können sie an bestimmte Financial Covenants geknüpft werden. Hierzu bieten sich insbesondere das Rating einer Ratingagentur, eine bestimmte Verschuldungshöhe oder die Eigenkapitalquote eines Unternehmens an. Verschlechtern sich diese – aus dem Jahresabschluss des Kreditnehmers entwickelten – Kennziffern unter eine genau definierte Schwelle, so wird dieses Ereignis als Auslöser („trigger“) für die Anwendung der Positiverklärung angesehen. Dann löst dieses Ereignis automatisch, also ohne weitere Rechtshandlungen, die Verpflichtung des Kreditnehmers zur Bestellung der hierfür konkret definierten Kreditsicherheit zugunsten der Bank aus. Sinkt mithin die Eigenkapitalquote unter den vertraglich festgelegten Schwellenwert, so entsteht gleichzeitig der Anspruch auf Sicherheitenbestellung.

## Nachbesicherungsrecht aus den AGB
Die AGB sehen in Ziff. 13 AGB-Banken/Ziff. 22 Nr. 1 AGB-Sparkassen einen Nachbesicherungsanspruch vor, wonach die Bestellung oder Verstärkung von Kreditsicherheiten aufgrund einer Veränderung der Risikolage beim Kunden erforderlich wird. Dieses Nachbesicherungsrecht ist eine Art der Positiverklärung, die für alle Kundenbeziehungen gelten soll, bei denen keine kreditvertraglichen Positiverklärungen vereinbart wurden. Nach herrschender Meinung ist dieser aus den AGB resultierende Anspruch nicht von vorneherein auf eine bestimmte Sicherheit, sondern allgemein auf die Stellung bankmäßiger Sicherheiten gerichtet, sodass dem Schuldner die freie Wahl unter verschiedenen Vermögensbestandteilen bleibt. Es handelt sich damit um eine so genannte inkongruente Deckung. Derartige inkongruente Kreditsicherheiten sind insolvenzrechtlich anfechtbar und müssen von dem betroffenen Kreditinstitut in der Insolvenz des Kreditnehmers herausgegeben werden. Damit ist der Nachbesicherungsanspruch und die hiernach bestellte Sicherheit nur solange rechtlich einwandfrei, wie es nicht zur Insolvenz des Kunden kommt.

## Positiverklärung in der Insolvenz
Die konkret bereits in einem Kreditvertrag bestellten Kreditsicherheiten stellen in der Regel eine kongruente Deckung dar und sind deshalb „insolvenzfest“. Dem Gläubiger steht daher in der Insolvenz des Kreditnehmers das Recht auf „abgesonderte Befriedigung“ nach § 50 InsO mit der Folge zu, dass ihm die Erlöse der Sicherheitenverwertung zufließen. Die aufgrund einer Positiverklärung bestellten Kreditsicherheiten wurden indes erst nachträglich vereinbart, während im zugehörigen Kreditvertrag zunächst keine Kreditsicherheiten bestellt worden sind. Die zeitliche Verzögerung bei der nachträglichen Bestellung von Sicherheiten kann als Indiz einer inkongruenten Deckung gewertet werden, zumal die diese Sicherheitenbestellung auslösenden Ereignisse auf eingetretenen Bonitätsproblemen beruhen. 
Damit dies nicht geschieht, muss der aus einer Positivklausel resultierende Verpflichtungsgegenstand in einer ganz bestimmten Sicherheit bestehen. Der Anspruch der Bank muss sich auf eine konkret zu bestellende Sicherheit richten. Sind mehrere Vermögensgegenstände vorhanden, so muss die Positiverklärung die später zu bestellende Kreditsicherheit genau bezeichnen und beschreiben, sodass sie klar identifizierbar ist und sich von den anderen Vermögensgegenständen unterscheiden lässt. Die Sicherheit muss so konkretisiert sein, dass von vorneherein feststeht, auf welchem von mehreren Grundstücken sie bestellt werden soll und welchen Rang sie hier einnehmen wird. Dann handelt es sich in der Regel um eine kongruente Deckung. Die Entgegennahme einer inkongruenten Deckung indes gilt als starkes Beweiszeichen bezüglich der Kenntnis des Kreditinstituts für eine Gläubigerbenachteiligungsabsicht. Eine nachträgliche Besicherung, die aus einer Positiverklärung resultiert und im Wege der Zwangsvollstreckung durch den Gläubiger erlangt wird, ist inkongruente Sicherung.